# Tri mušketëra
Tri mušketëra (in russo Три мушкетёра?, Tri mušketëra) è un film del 2013 diretto da Sergej Žigunov e basato sui I tre moschettieri di Alexandre Dumas.